# Cricqueville-en-Auge
Cricqueville-en-Auge é uma comuna francesa na região administrativa da Normandia, no departamento Calvados. Estende-se por uma área de 6,94 km². Em 2010 a comuna tinha 193 habitantes (densidade: 27,8 hab./km²).